# Versandung
Versandung entspricht zum einen der Verschlammung oder Verschlickung und ist eine Folge von Sedimentationsvorgängen.

## Versandung von Fließgewässern und Anlagen

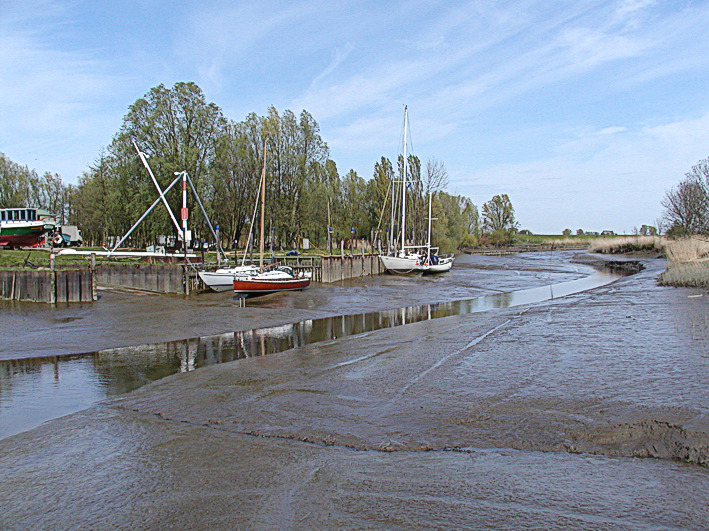
Verschlickung/Versandung im Hafen von Neuhaus (Oste)

Versandung tritt bei Fließgewässern, Stauseen, Behältern, Rohrsystemen, der Kanalisation oder Brunnenanlagen auf. Hierdurch wird die eigentliche Funktion eingeschränkt oder unmöglich gemacht. Versandungen und Verschlammungen treten besonders auch dann auf, wenn der Mensch durch bauliche Veränderungen in natürliche Wasserläufe eingreift. Ein Beispiel dafür ist der Assuan-Staudamm im Verlauf des Nils.
Diese Erscheinungen entfalten ihre Wirkungen, wenn die Transportkraft des Gewässers nachlässt, besonders wenn Gefälle, Fließgeschwindigkeit und Abflussmenge deutlich nachlassen oder von einmündenden Nebengewässern eine zusätzliche Geröll- und Schwebefracht in das Hauptgewässer eintritt. Je nach Durchflussbedingungen lagern sich Substrate mit unterschiedlicher Korngröße in bestimmten Abschnitten des Gewässerbetts ab. Erosion und Sedimentationszyklen solcher Schwemmgutkörper sind zeitlichen und örtlichen Schwankungen unterworfen, die von klimatischen und tektonischen Rahmenbedingungen abhängen.

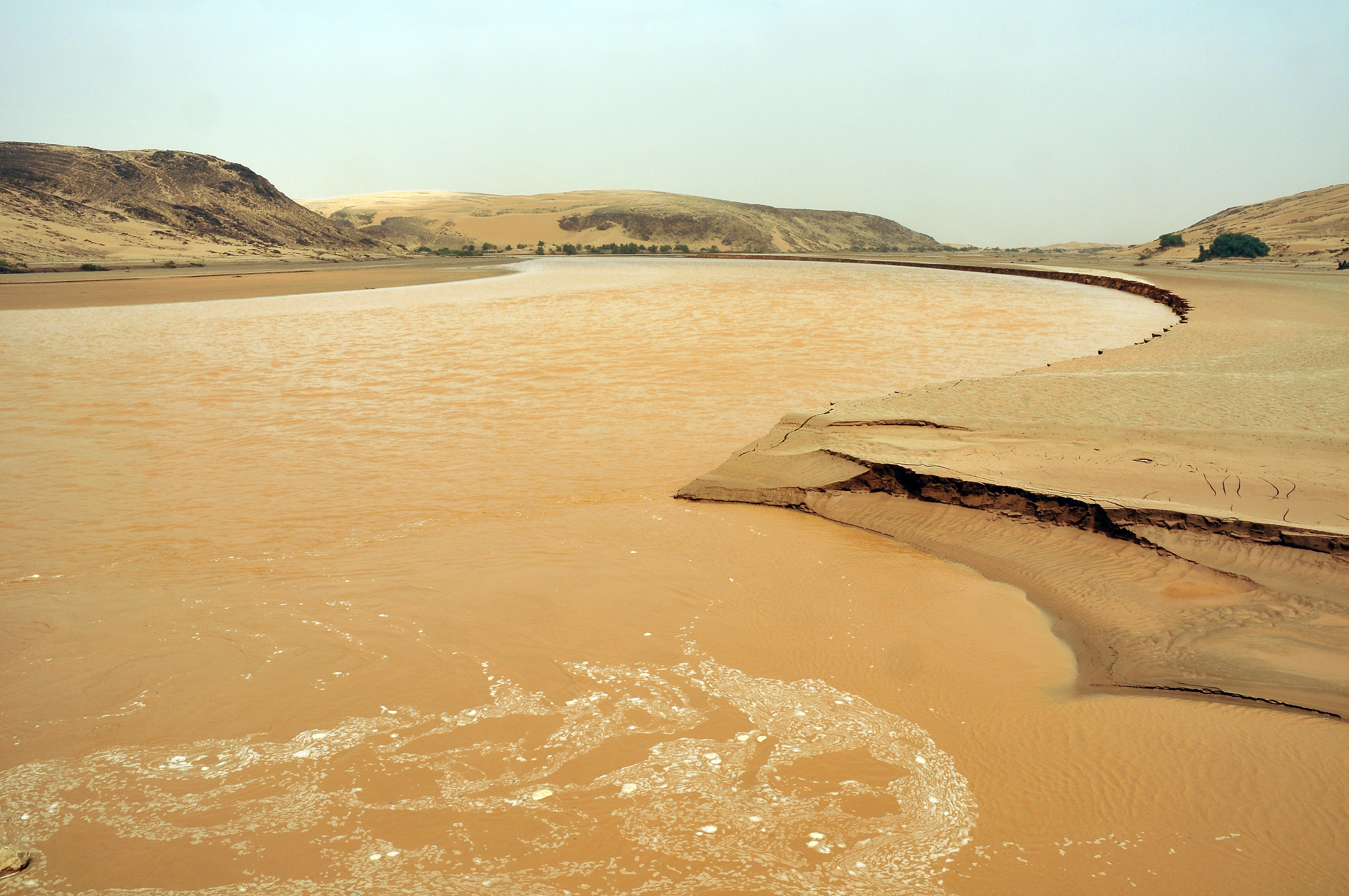
Schlammablagerungen im Flussbett des Oued Saoura (Provinz Adrar, Algerien)
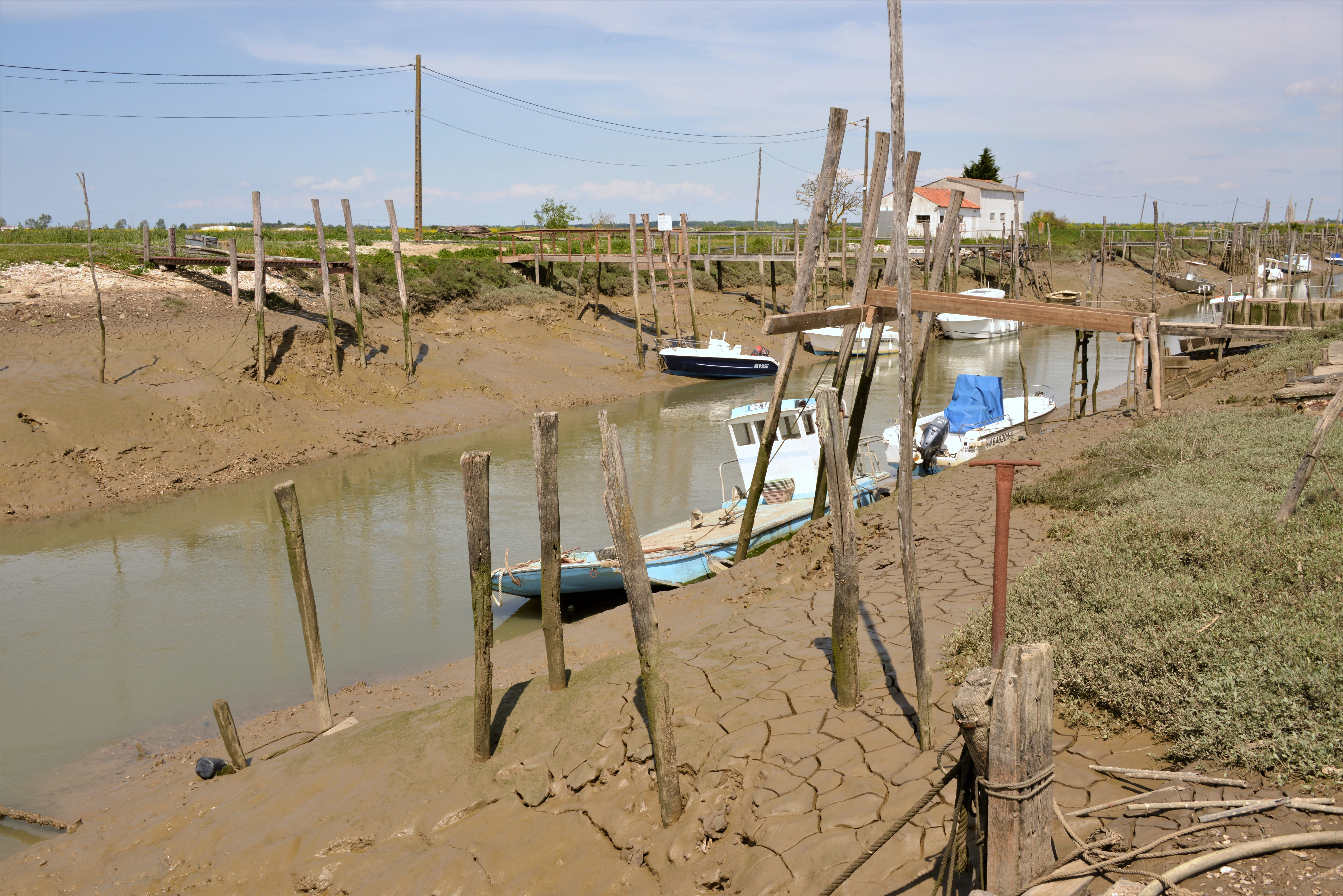
Sedimente in einem Kanal bei Marennes (Charente-Maritime, Frankreich)
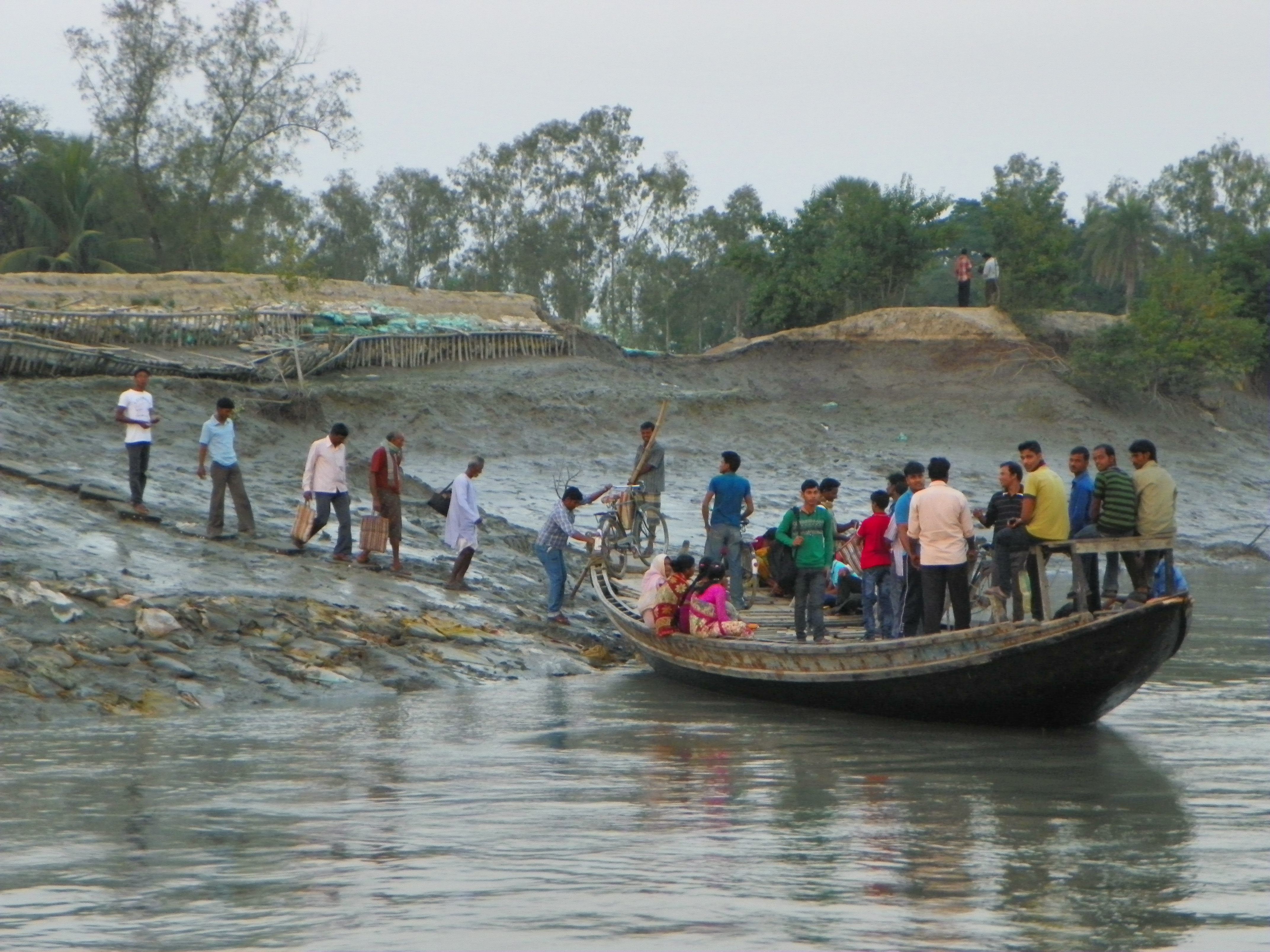
Erschwerter Zugang zur Transportinfrastruktur beim Dorf Sukumari im Sundarbans-Nationalpark (Westbengalen, Indien)

Hafenbecken oder Wasserstraßen werden daher häufig mit großem Aufwand immer wieder ausgebaggert. Dies ist nicht immer unbedenklich, da Schlämme häufig mit abgesetzten Industrieabfällen (auch Altlasten) belastet sind.
In den Wattgebieten wurden zur Reinigung der Fahrrinne zu Sielorten im 19. Jahrhundert bis in die Mitte des 20. Jahrhunderts Mudderboote eingesetzt.

## Versandung durch Windverwehung

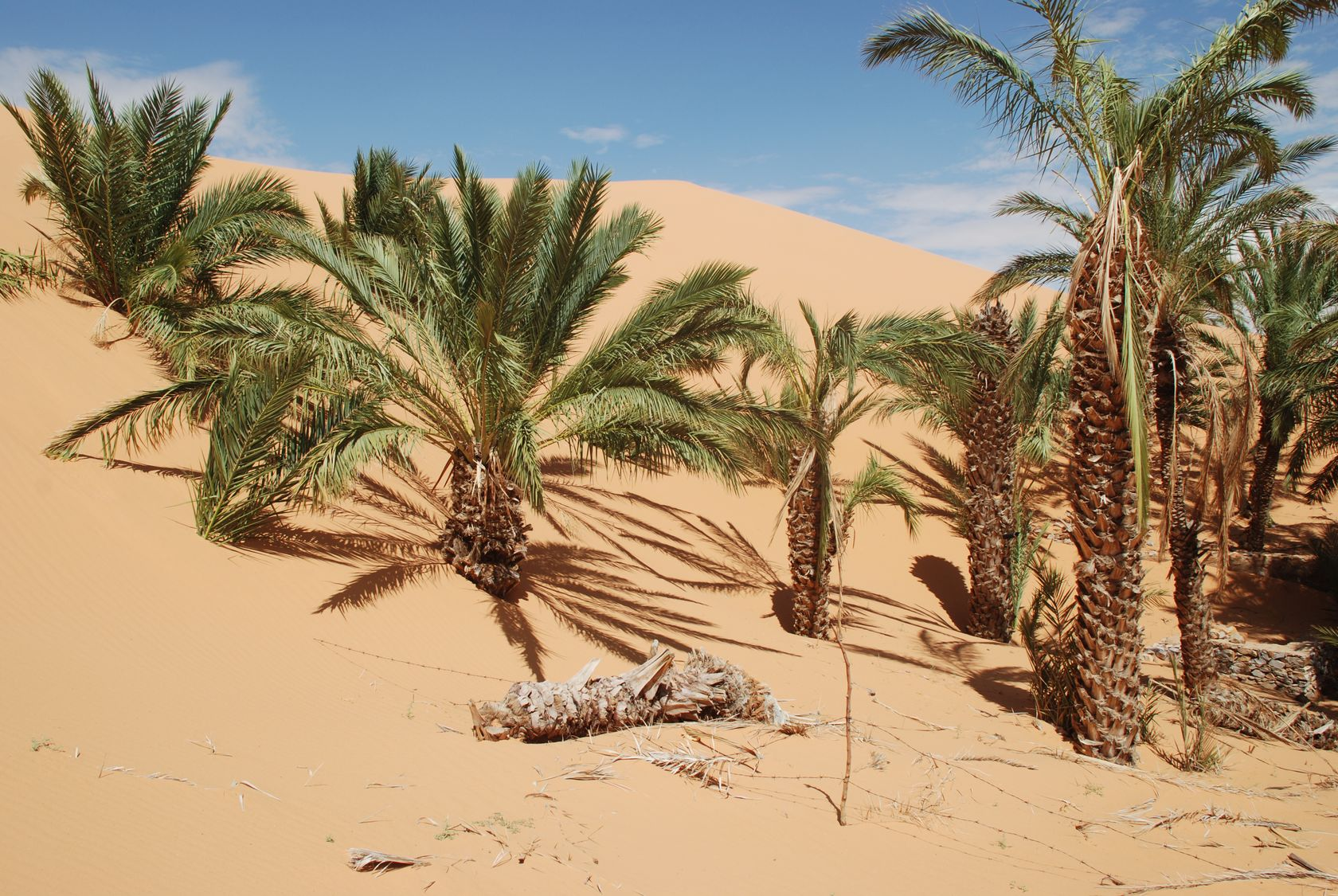
Versandung der Dattelpalm-Oase Chinguetti, Mauretanien

In zahlreichen Regionen der Welt kommt es zur Versandung von landwirtschaftlichen Flächen, Siedlungen und ingenieurtechnischen Anlagen infolge der Ausbreitung von Sand am Rand von Wüsten, bei denen durch äolischen Transport Kulturzonen mehr oder weniger mit den Sedimenten umschlossen oder völlig überdeckt werden können. Das Phänomen entwickelt sich signifikant an schroffen Hindernissen, die dem Wind in Bodennähe einen Widerstand entgegensetzen. Das sind vorwiegend Häuser, Mauern, Zäune oder natürliche Hindernisse, wie Bäume, Felsen, Gesträuch oder Grasbüschel. An solchen Objekten entstehen Windwirbel, die verhindern, dass sich die Vorsandwehe und die windabgewandte Sandzunge einen direkten Kontakt zum Hindernis haben und durch die Windfurche (Windkolk) vom angewehten Substrat getrennt sind. Bei breiteren Hindernissen ist die Bildung von fächer- und schildförmigen Ablagerungen möglich, die unter Umständen Flankenzungen aufweisen können.

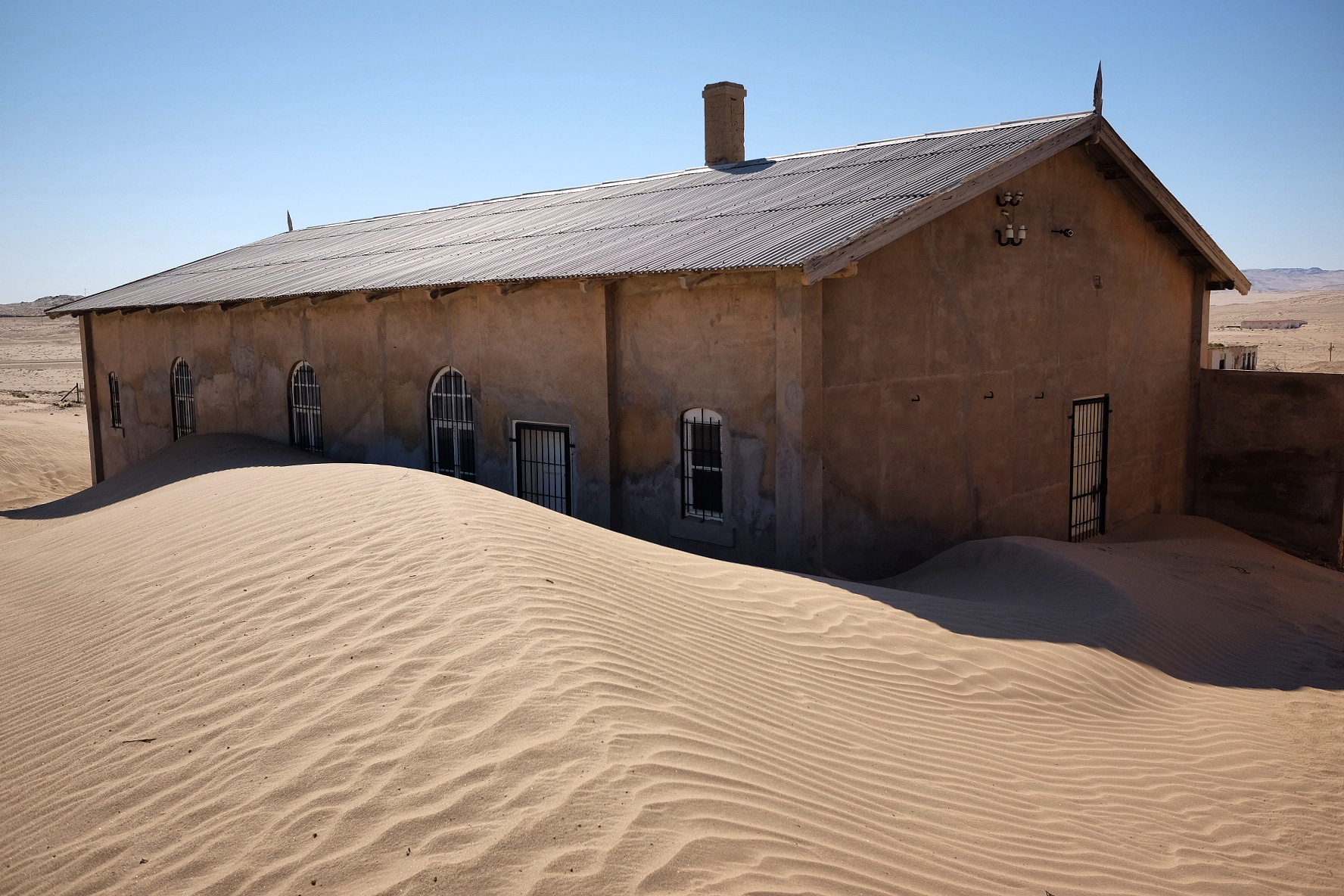
Versandung in einer Siedlung (Kolmannskuppe, Namibia)
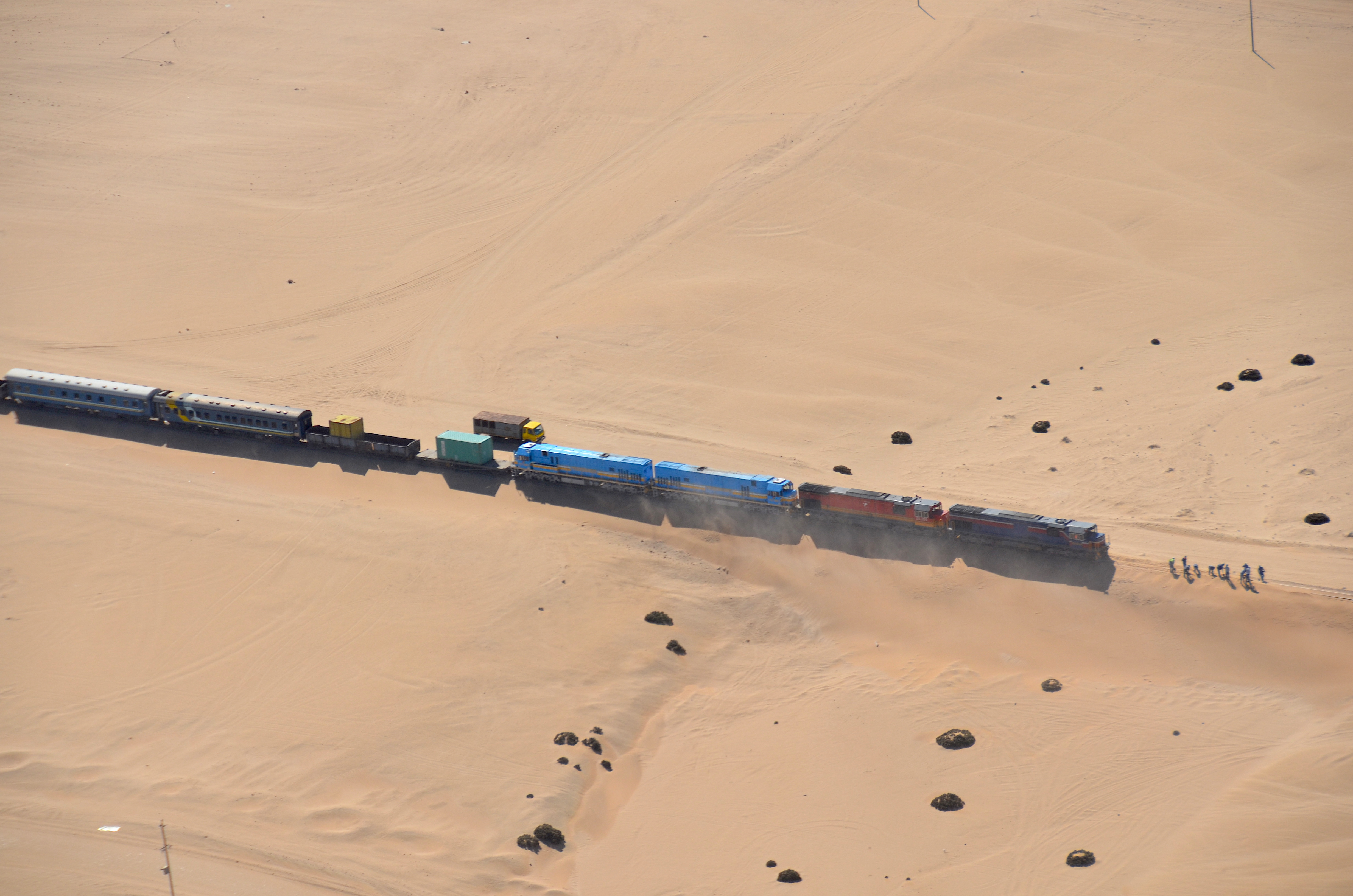
Sandverwehung an der Eisenbahnstrecke südlich von Swakopmund (Namibia)
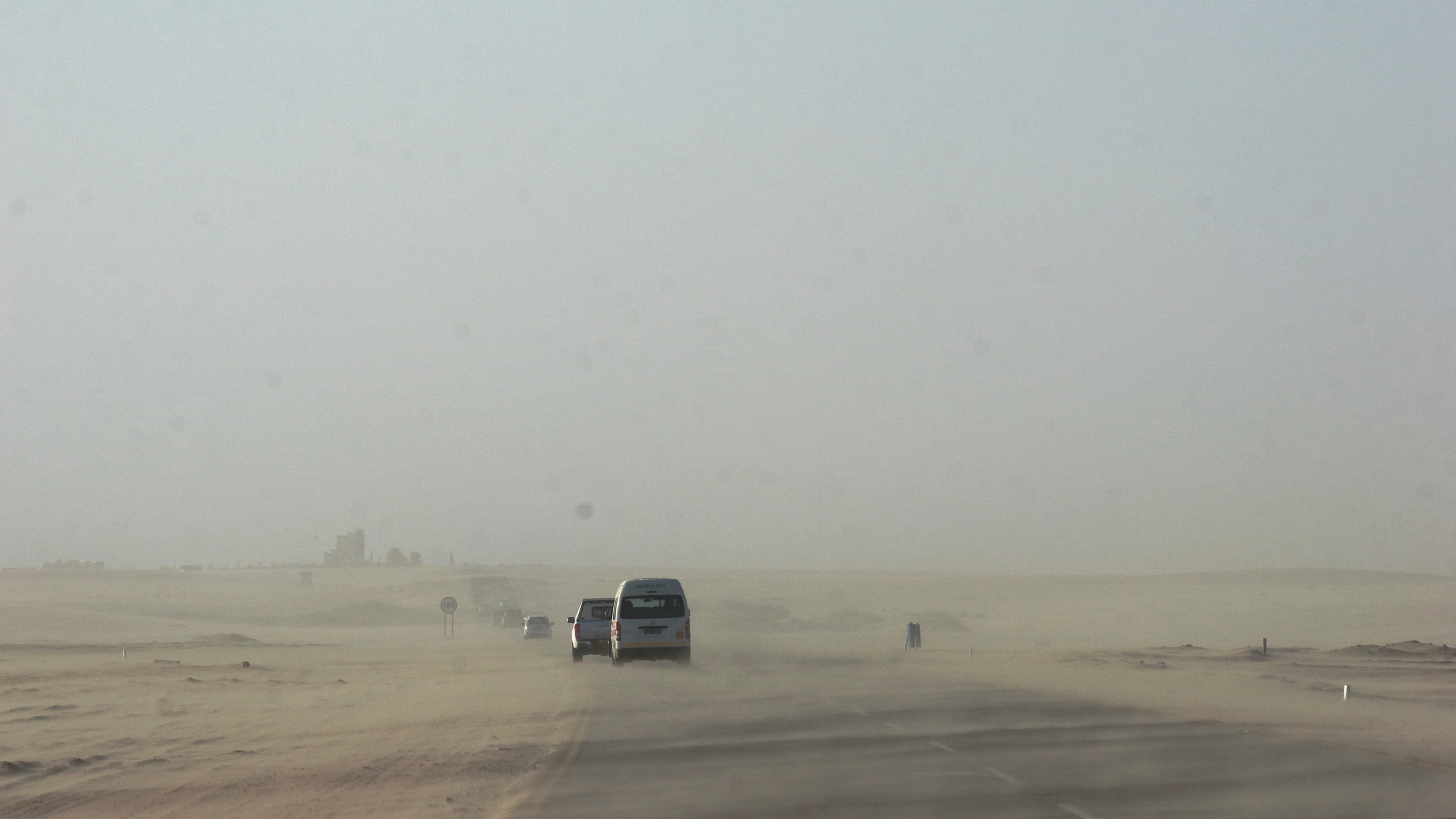
Sandverwehung auf der B2 bei Walvis Bay (Namibia)

Die Ausbreitung von Sand erfolgt in trockenen, meist wüstenartigen Gebieten durch die vom Wind bewirkte Wanderbewegung von Dünen oder durch die eher flache Anwehung von Flugsand. Besonders bei Sandstürmen in Wüsten werden große Mengen Sand über den Boden transportiert und entfernt abgelagert. Oasen in den Wüsten sind ebenso wenig vor Versandung geschützt wie Felder und Weideland an den Rändern.